# 攻勢
攻勢（英語：Offensive），又稱進攻、襲擊，是军事行动的一種，旨在尋求透過武裝力量的侵略性規畫來佔領領土、獲得目標或達成一些更大的战略性、作戰上或戰術上的目的。媒體經常使用的另一個術語為「入侵」，或更普遍的「襲擊」（attack）。攻勢是一種作戰行動的實踐，旨在尋求實現在整個戰區內正進行的戰略的一些目標。一般而言，一場攻勢是由至少一個師所策畫，士兵人數在10至3萬名之間，並作為聯合兵種作戰演習（manoeuvre）的一部份。
攻勢被視為是取得勝利的重要手段，縱使在執行的某些階段承認了防御階段。
對攻勢的大小／範圍的快速導覽（quick guide）是要考慮我方在攻勢開始時所牽涉的士兵數目。
攻勢在很大程度上作為於敵方對抗中獲得主動權的一種手段。這些攻勢可於地面、海上或空中進行。
海軍攻勢—如日軍偷襲珍珠港—可對國家戰略構成廣泛影響，並需對後勤有重大的承諾，以具備摧毀敵方海軍的能力。它亦可用於阻斷敵方航行，如第二次世界大戰中的大西洋之戰。海軍攻勢亦可以是具策略性的，如由美國海軍機動沿河部隊於越南战争期間策畫的第九次科羅納多行動。
空中攻勢是一種可形容任意數量、不同行動種類的軍事行動，通常規限於某些種類的航空器。利用战斗机進行的攻勢，主要是為了確立在某一空域或某一領土上空的制空權。轰炸机攻勢—有時或稱為戰略轟炸攻勢—在第二次世界大战期間，曾被同盟國顯著且大規模地使用。利用地面攻擊機支援地面攻勢可說是一種空中攻勢，如苏联红军在庫圖佐夫行動和鲁缅采夫团长行动的起始階段，數以百計的伊爾-2攻擊機全體出動，以戰勝德意志國防軍的地面士兵。

## 戰區攻勢
戰區攻勢（theatre offensive）可算作一種战争，亦是國家安全政策的首要特徵，又或是戰爭中數個組成部份之一（若一個國家捲入數個戰場之中，如1941年）的英國。在典型戰區中，一場攻勢往往需要超過25萬名士兵投入戰鬥行動，包括對武裝部隊的不同軍種（arms and services）進行綜合規畫—例如，將防空部隊納入地面行動的總體計畫。

## 戰略攻勢
一般而言，戰略攻勢（strategic offensive）是一場戰役，並涉及逾10萬名士兵，作為某一戰區內衝突的一般战略之一部分。例如，巴巴羅薩行動是一個在蘇聯（USSR）南部、中部及北部地區進行、由三個截然不同且相互關聯的戰役組成的戰區攻勢（theatre offensive）。蘇聯於第二次世界大戰期間的戰略攻勢行動經常包括多方面军協調行動。這些行動與苏德战争中的德意志國防軍行動一樣，是20世紀規模最大的軍事行動。「第二次世界大戰中的蘇聯紅軍戰略行動」條目中列出了一系列蘇聯的大規模行動。
戰略攻勢是將戰爭計畫和戰略部隊之使用作為一個整體的侵略表現，結合所有可用的資源，以實現一種明確而確定、能夠從根本上改變作戰雙方力量的平衡之目標。然而，戰略攻勢的規畫與執行往往基於理論考慮，皆因該等行動不切實際、不贏利，而且難以隱藏大規模行動的全面預演。
戰略攻勢由同時、串聯（tandem）或分階段的作戰攻勢構成，旨在達到特定的作戰目標，並最終達成一個戰略目標—通常是徹底擊敗敵方，並摧毀一支敵方的重要軍隊，又或佔領戰略上攸關重要的領土（如滿洲戰略攻勢行動）。
任何特定的戰略攻勢都是國家軍事理論、過去的軍事經驗及對社會政治、經濟及軍事環境的分析等因素結合而成的產物。

## 外部連結
- Tactical Reasons to Advance （页面存档备份，存于）